# Eleutheria Arvanitakī
Eleutheria Arvanitakī (in greco Ελευθερία Αρβανιτάκη, traslitterato anche come Eleftheria Arvanitaki; Il Pireo, 17 ottobre 1957) è una cantante greca.
Secondo la rete televisiva greca Alpha TV, è la sesta artista femminile più importante dell'era fonografica nazionale, a partire dagli anni sessanta.

## Carriera
Ha esordito nel 1980 nel gruppo rebetiko "Opisthodromiki Kompania" e nel 1984 ha intrapreso la carriera solista, pubblicando l'album d'esordio Eleftheria Arvanitaki. Molto nota in patria, ha ottenuto visibilità anche all'estero dopo aver firmato per la casa discografica Verve Records. Ha preso parte a diversi festival internazionali come il WOMAD Festival e l'International Jazz and Ethnic Festival di Montreux. Nel 1999 si è esibita a Roma per le celebrazioni del Giubileo e nell'agosto 2004 ha partecipato alla chiusura dei giochi olimpici di Atene, cantando "Dinata", uno dei suoi brani più rappresentativi. Nel 2006 è stata membro del supergruppo "European Divas", che si è esibito all'annuale festival natalizio "Frostrosir", tenutosi nella chiesa Hallgrímskirkja di Reykjavík. Le altre componenti sono Sissel Kyrkjebø, Eivør Pálsdóttir, Petula Clark, Ragga Gísla e Patricia Bardon. L'esibizione è uscita in CD e DVD nel 2007.

## Discografia

### Album in studio
- Eleftheria Arvanitaki (1984)
- Contrabando (1986)
- Tanirama (1989)
- Meno Ektos (1991)
- I Nihta Katevainei (1993)
- Ta Kormia Kai Ta Maheria (1994)
- Tragoudia Gia Tous Mines (1996)
- Ektos Programmatos (1998)
- Ekpombi (2001)
- Ola Sto Fos (2004)
- Grigora I Ora Perase (2006)
- Kai Ta Matia Kai I Kardia (2008)

### Album live
- Live apo to Gyalino Mousiko Theatro (2002)
- Eleftheria Arvanitaki Live (2003)
- Prosopo Me Prosopo (2010)

### Compilation
- Megales Epitihies (1995)
- The Very Best of 1989-1998 (1999)
- Dromi Parallili (2005)
- Stis Akres Ap' Ta Matia Sou (2006)
- Dinata 1986-2007 (2007)

### Singoli
- Zontana Stous Vrahous (1995)
- Tragoudia Gia Tous Mines: The Third Side (2000)
- Tria Tragoudia (2004)
- Min Orkizesai (2007)